# Yémen aux Jeux olympiques d'été de 2008
Le Yémen participe aux Jeux olympiques d'été de 2008 à Pékin. Il s'agit de sa 5e participation à des Jeux d'été.

## Athlétisme
- Waseelah Saad
- Mohammed Al-Yafaee

### Hommes
| Epreuve    | Athlète            | Séries      | Séries | Quarts de finale | Quarts de finale | Demi-finales | Demi-finales | Finale   | Finale |
| Epreuve    | Athlète            | Résultat    | Rang   | Résultat         | Rang             | Résultat     | Rang         | Résultat | Rang   |
| ---------- | ------------------ | ----------- | ------ | ---------------- | ---------------- | ------------ | ------------ | -------- | ------ |
| 800 mètres | Mohammed Al Yafaee | 1 min 54.82 | 8e     | -                | -                | -            | -            | -        | -      |

### Femmes
| Épreuve    | Athlète       | Séries   | Séries | Quarts de finale | Quarts de finale | Demi-finales | Demi-finales | Finale   | Finale |
| Épreuve    | Athlète       | Résultat | Rang   | Résultat         | Rang             | Résultat     | Rang         | Résultat | Rang   |
| ---------- | ------------- | -------- | ------ | ---------------- | ---------------- | ------------ | ------------ | -------- | ------ |
| 100 mètres | Waseelah Saad | 13.60    | 7e     | -                | -                | -            | -            | -        | -      |

## Gymnastique
- Nashwan Al-Harazi[1]

## Judo
- -60 kg hommes : Ali Khousrof

## Natation
- Abdulsalam Al-Gadabi